# Adelaida de Vilich
Santa Adelaida de Vilich (en alemán: Adelheid von Vilich; c. 970-5 de febrero de 1015) fue hija de Megingoz, conde de Güeldres, y de Gerberga de Metzgau, nieta de Carlos III de Francia, el Simple.
Era aún joven, cuando ingresó en el convento de Santa Úrsula, que seguía la regla de San Jerónimo. Alrededor de 980, sus padres fundaron el convento de Vilich, en la confluencia de los ríos Rin y Sieg, al otro lado de la ciudad de Bonn. A la muerte de su madre, Adelaida se convirtió en abadesa de este nuevo convento y, después de algún tiempo, introdujo la regla de San Benito, que le pareció más estricta que la de San Jerónimo.
Su fama de santidad y la obra de algunos milagros atrajeron la atención de San Heriberto, arzobispo de Colonia, quien quiso hacerla abadesa del convento de Santa María en Colonia para suceder a su hermana Bertha, que había fallecido en el año 1000. El emperador Otón III confirmó a Adelaida en su nueva dignidad. Mientras fue abadesa de Santa María en Colonia, continuó siendo abadesa de Vilich. Murió en su convento de Colonia en el año 1015 y fue enterrada en Vilich, donde se hace una solemne celebración cada 5 de febrero. 
Una hagiografía, Vita Adelheidis, ofrece cierta información sobre su familia.